# بيت ريفي

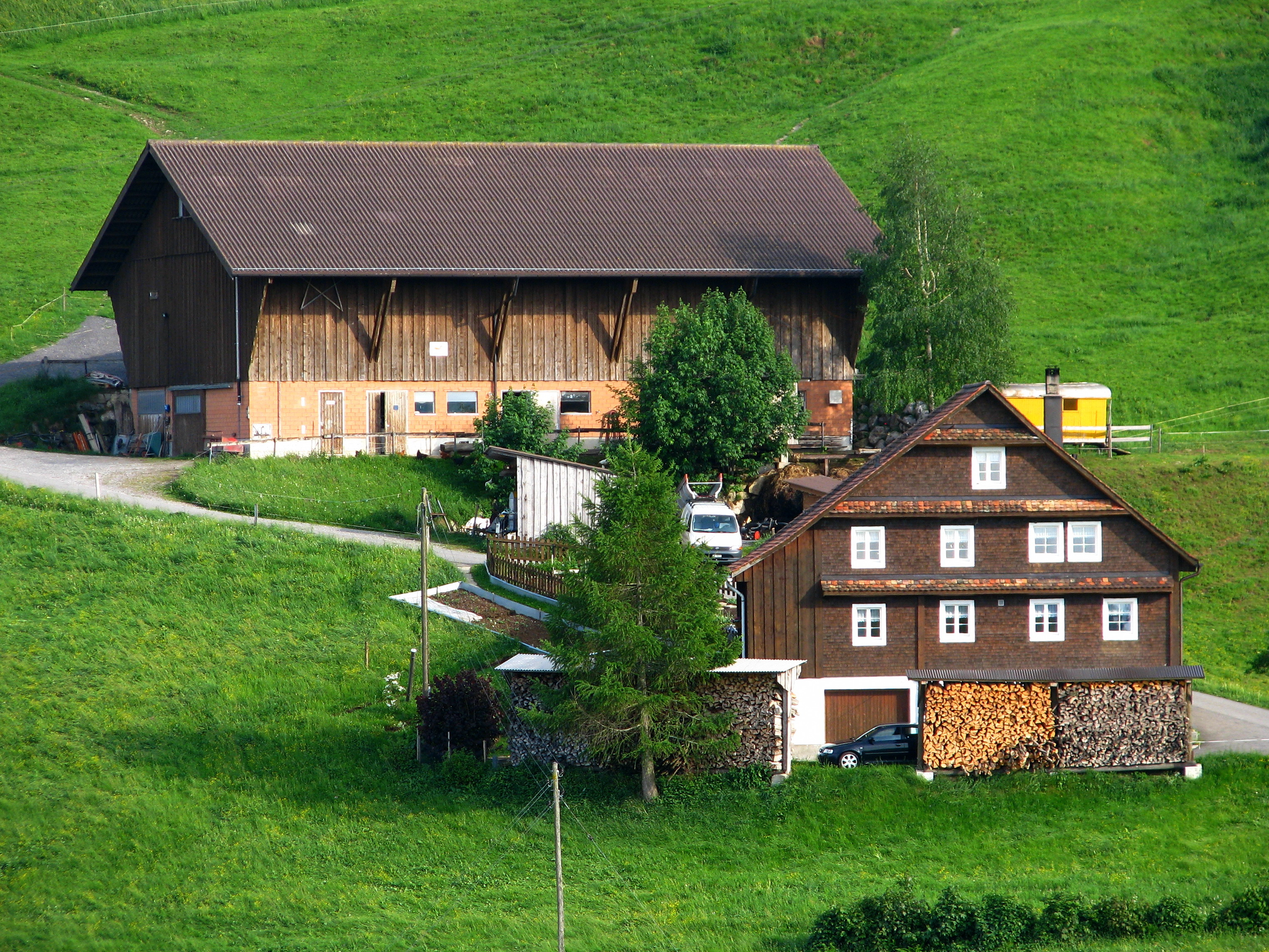
بيت ريفي في اينسيديلن، سويسرا

بيت المزرعة أو البيت الريفي  هو محل إقامة رئيسي في بيئة ريفية أو زراعية. كثيرًاما دُمِجَت البيوت الريفية في السابق مع مساحة للحيوانات تسمى الشائكة. قد تكون بعض البيوت الريفية متصلة بحظيرة واحدة أو أكثر، بنيت لتكون فناءً مع مزرعة منفصلة عن بعضها البعض.